# Olympische Winterspiele 1968/Eishockey
Das olympische Eishockeyturnier der Olympischen Winterspiele 1968 fand vom 4. bis 17. Februar in Grenoble, Frankreich statt und war zugleich die 35. Eishockey-Weltmeisterschaft und 46. Eishockey-Europameisterschaft. Diese Regelung galt hier das letzte Mal. In den nachfolgenden olympischen Jahren wurden Welt- und Europameisterschaften fortan als eigenständige Turniere ausgetragen. Insgesamt waren 14 Mannschaften in Grenoble vertreten.

## Teilnehmer
Teilnahmeberechtigt waren die acht Mannschaften der A-Gruppe der Eishockey-Weltmeisterschaft 1967, die besten fünf Teams der B-Gruppe sowie der Sieger der C-Gruppe. Dazu kam Frankreich als Gastgeber. Für Polen und Italien, die auf eine Teilnahme verzichteten, rückte Österreich als B-Gruppen-Sechster nach.

## Turnierverlauf
Das Turnier startete ähnlich wie das Olympiaturnier in Innsbruck mit einer Ausscheidungsrunde. Allerdings nahmen an dieser Runde nur die drei Letztplatzierten der A-WM des Vorjahres sowie die drei besten Mannschaften der B-Gruppe teil. Die restlichen A-Gruppen-Teams kamen direkt in die Finalrunde, während die verbleibenden B- und C-Gruppen-Mannschaften unmittelbar in die Platzierungsrunde gesetzt wurden. In diesem olympischen Eishockeyturnier wurde auch über die Zusammensetzung der auf sechs Mannschaften reduzierten A-Gruppe in der kommenden Saison entschieden. Nur die besten sechs Teams dieses Turniers qualifizierten sich für die A-WM 1969; der Siebt- und der Achtplatzierte mussten dagegen in die B-Gruppe absteigen. Die weitere Zusammensetzung der B- und C-Gruppe bei der WM 1969 wurde dagegen schon bei der Vorjahres-WM festgelegt. Die Ergebnisse bei diesem Turnier spielten hier keine Rolle.
Höhepunkt des Eishockeyturniers war das Spiel zwischen der UdSSR und der Tschechoslowakei, in dem sich der sowjetische Seriensieger mit 4:5 erstmals seit Jahren einer anderen Mannschaft geschlagen geben musste. Zuvor war die UdSSR zwischen 1963 und 1968 in 38 Weltmeisterschafts- und Olympiabegegnungen unbesiegt geblieben. Trotz dieser Niederlage erreichte die Sbornaja den dritten Olympiasieg sowie den achten Welt- bzw. elften Europameisterschaftstitel, da die ČSSR im Turnierverlauf das Spiel gegen Kanada verloren hatte und gegen Schweden Unentschieden spielte.
Da die beiden deutschen Staaten bei den Olympischen Spielen erstmals mit einer eigenen Mannschaft antreten durfte, entfiel vor diesem Eishockeyturnier die innerdeutsche Qualifikation.

## Ausscheidungsrunde
| 4. Februar 1968 | DDR Joachim Ziesche (16:02) Peter Prusa (17:06) Lothar Fuchs (48.) | 3:1 (2:1, 1:0, 0:0) Spielbericht | Norwegen Olav Dalsøren1 (2:06) | La Patinoire Municipale, Grenoble Zuschauer: 3.000 |

1 – Nach anderer Quelle wird Odd Syversen als Torschütze genannt.
| 4. Februar 1968 | BR Deutschland Ernst Köpf (3.) Lorenz Funk (23.) Heinz Weisenbach (26.) Ernst Köpf (29.) Rudolf Thanner (44.) Peter Lax (46.) Ernst Köpf (59.) | 7:0 (1:0, 3:0, 3:0) Spielbericht | Rumänien | La Patinoire Municipale, Grenoble |

1 – Nach anderer Quelle werden neben Ernst Köpf und Heinz Weisenbach als Torschützen Alois Schloder, Otto Schneitberger, Horst Meindl und als Doppeltorschütze Gustav Hanig genannt.
| 4. Februar 1968 | Finnland Matti Harju (1:44) Veli-Pekka Ketola (3:12) Lasse Oksanen (19:33) Matti Reunamaki (20:36) Lasse Oksanen (23:12) Matti Keinonen (28:18) Esa Peltonen (29:59) Pekka Leimu (30:45) Juhani Wahlsten (38:03) Esa Peltonen (44:14) Matti Reunamaki (57:20) | 11:2 (3:0, 6:0, 2:2) Spielbericht | Jugoslawien Franc Smolej (46:20) Albin Felc (51:06) | La Patinoire Municipale, Grenoble Zuschauer: 1.500 |

| für die Finalrunde gesetzt:        | UdSSR, Schweden, USA, Kanada, Tschechoslowakei |
| für die Platzierungsrunde gesetzt: | Österreich, Japan, Frankreich                  |

## Platzierungsrunde (Gruppe B)
In der Platzierungsrunde wurden die Tabellenpositionen 9 bis 14 ausgespielt.
Österreich stellte mit 88 Strafminuten in 5 Spielen einen aus seiner Sicht negativen olympischen Rekord auf.
| 7. Februar 1968 | Jugoslawien Albin Felc (0:08) Rudi Hiti (6:39) Roman Smolej (44:18) Rudi Hiti (47:35) Roman Smolej (54:42) | 5:1 (2:0, 0:0, 3:1) | Japan Minoru Itō (41:07) | La Patinoire Municipale, Grenoble |

| 7. Februar 1968 | Rumänien Aurel Moiș (8:10) Iuliu Szabo (18:20) Stefan Texe (33:45) | 3:2 (2:1, 1:1, 0:0) | Österreich Heinz Schupp (18:13) Adelbert St. John (33:04) | La Patinoire Municipale, Grenoble |

| 8. Februar 1968 | Frankreich Gérard Faucomprez (14:09) | 1:4 (1:1, 0:2, 0:1) | Norwegen Georg Smefjell (9:17) Steinar Bjølbakk (20:13) Olav Dalsøren (25:21, 54:02) | La Patinoire Municipale, Grenoble |

| 9. Februar 1968 | Frankreich Alain Mazza (42:13) Michel Caux (54:09) Charles Liberman (58:06) | 3:7 (0:2, 0:2, 3:3) | Rumänien Iulian Florescu (9:07) Zoltán Czaka (17:49) Ion Stefan Ionescu (30:26) Geza Szabo (38:15) Alexandru Calamar (40:48) Iulian Florescu (48:46) Eduard Pană (52:27) | La Patinoire Municipale, Grenoble |

| 9. Februar 1968 | Jugoslawien Viktor Tišler (0:43) Ivo Jan (13:05) Viktor Tišler (20:43) Ivo Jan (22:25) Ciril Klinar (43:12) Jože Bogomir Jan (53:00) | 6:0 (2:0, 2:0, 2:0) | Österreich | La Patinoire Municipale, Grenoble |

| 10. Februar 1968 | Norwegen | 0:4 (0:2, 0:2, 0:0) | Japan Toru Okajima (9:16) Koji Iwamoto (18:30) Toru Okajima (30:36) Yutaka Ebina (33:12) | La Patinoire Municipale, Grenoble |

| 11. Februar 1968 | Frankreich Gérard Faucomprez (28:55) Philippe Lacarrière (39:28) | 2:5 (0:1, 2:3, 0:1) | Österreich Josef Puschnig (6:45) Heinz Schupp (24:07) Josef Puschnig (31:51) Heinz Schupp (36:16) Klaus Kirchbaumer (46:51) | La Patinoire Municipale, Grenoble |

| 12. Februar 1968 | Rumänien Iulian Florescu (25:43) Valentin Stefanov (26:12) Geza Szabo (31:18) Eduard Pană (58:27) | 4:5 (0:3, 3:1, 1:1) | Japan Toru Okajima (11:55) Minoru Itō (13:02) Toru Okajima (14:54) Minoru Itō (32:56) Koji Iwamoto (41:03) | La Patinoire Municipale, Grenoble |

| 12. Februar 1968 | Norwegen Arne Mikkelsen (3:14) Trygve Bergeid (10:45) Per Skjerwen Olsen (15:06) Arne Mikkelsen (30:03) Olav Dalsøren (34:26) | 5:4 (3:1, 2:1, 0:2) | Österreich Klaus Weingartner (1:32) Adelbert St. John (33:08) Josef Puschnig (52:06) Heinz Schupp (58:14) | La Patinoire Municipale, Grenoble |

| 13. Februar 1968 | Frankreich Gilbert Itzicsohn (45:19) | 1:10 (0:6, 0:1, 1:3) | Jugoslawien Viktor Tišler (0:50) Slavko Beravs (3:36) Roman Smolej (9:18) Ivo Jan (10:45) Viktor Tišler (16:46) Slavko Beravs (19:52) Ivo Jan (35:04) Roman Smolej (43:24) Albin Felc (55:41, 56:08) | La Patinoire Municipale, Grenoble |

| 14. Februar 1968 | Norwegen Svein Haagensen (102:5) Per Skjerwen Olsen (13:25) Odd Syversen (38:06) Olav Dalsøren (59:20) | 4:3 (2:2, 1:1, 1:0) | Rumänien Zoltán Fogarasi (9:06) Eduard Pană (16:11) Iuliu Szabo (20:45) | La Patinoire Municipale, Grenoble |

| 15. Februar 1968 | Japan Toru Okajima (11:33) Nobuhiro Araki (22:57) Mamoru Takashima (26:30) Takao Hikigi (26:44, 27:17) Minoru Itō (35:15) Kenji Toriyabe (37:17) Kimihisa Kudo (45:03) Nobuhiro Araki (47:15) Yutaka Ebina (49:57) Takao Hikigi (59:37) | 11:1 (1:0, 6:0, 4:1) | Österreich Paul Samonig (52:20) | La Patinoire Municipale, Grenoble |

| 16. Februar 1968 | Jugoslawien Janez Mlakar (2:05) Rudi Hiti (2:32) Viktor Tišler (2:49, 8:09) Franc Smolej (15:31) Jože Bogomir (36:42) Albin Felc (40:54) Viktor Tišler (44:07) Ivo Jan (48:54) | 9:5 (5:3, 1:1, 3:1) | Rumänien Aurel Moiș (9:28) Iuliu Szabo (14:59) Geza Szabo (18:24, 22:18) Iulian Florescu (42:30) | La Patinoire Municipale, Grenoble |

| 17. Februar 1968 | Frankreich | 2:6 (0:0, 0:4, 2:2) | Japan Yutaka Ebina (22:31) Takao Hikigi (23:43, 28:19) Nobuhiro Araki (39:07) Kenji Toriyabe (51:10) Kimihisa Kudo (57:09) | La Patinoire MunicipaleAlain Mazza (42:17) Gilbert Itzicshon (51:24), Grenoble |

| 17. Februar 1968 | Norwegen Svein Normann Hansen (10:43) Steinar Bjølbakk (44:49) | 2:3 (1:1, 0:0, 1:2) | Jugoslawien Viktor Tišler (6:47) Vlado Jug (45:48) Albin Felc (47:36) | La Patinoire Municipale, Grenoble |

### Abschlusstabelle der Platzierungsrunde
| Pl | Mannschaft  | Sp | S | U | N | Tore  | Diff | Pkt. |
| -- | ----------- | -- | - | - | - | ----- | ---- | ---- |
| 1  | Jugoslawien | 5  | 5 | 0 | 0 | 33:9  | +24  | 10:0 |
| 2  | Japan       | 5  | 4 | 0 | 1 | 27:12 | +15  | 8:2  |
| 3  | Norwegen    | 5  | 3 | 0 | 2 | 15:15 | ±0   | 6:4  |
| 4  | Rumänien    | 5  | 2 | 0 | 3 | 22:23 | −1   | 4:6  |
| 5  | Österreich  | 5  | 1 | 0 | 4 | 12:27 | −15  | 2:8  |
| 6  | Frankreich  | 5  | 0 | 0 | 5 | 9:32  | −23  | 0:10 |

## Finalrunde (Gruppe A)
| 6. Februar 1968 17:30 Uhr | Tschechoslowakei Jan Suchý (6.) František Pospíšil (23.) Jaroslav Jiřík (40.) Petr Hejma (42.) Jiří Holík (56.) | 5:1 (1:1, 2:0, 2:0) Spielbericht | Vereinigte Staaten Doug Volmar (17.) | Stade du glace, Grenoble Zuschauer: 5.000 |

| 6. Februar 1968 21:00 Uhr | Sowjetunion Wjatscheslaw Starschinow (2) Jewgeni Mischakow (2) Jewgeni Simin (2) Anatoli Firsow Wiktor Polupanow | 8:0 (3:0, 2:0, 3:0) | Finnland | Stade du glace, Grenoble Zuschauer: 3.000 |

| 6. Februar 1968 21:00 Uhr | Kanada Roger Bourbonnais (2) Raymond Cadieux Gary Dineen Morris Mott Fran Huck | 6:1 (0:0, 4:1, 2:0) | BR Deutschland Ernst Köpf | Stade du glace, Grenoble Zuschauer: 3.000 |

| 7. Februar 1968 17:00 Uhr | Schweden Lars-Göran Nilsson Håkan Wickberg Henric Hedlund Folke Bengtsson | 4:3 (0:0, 4:2, 0:1) | Vereinigte Staaten Craig Falkman Leonard Lilyholm Lou Nanne | Stade du glace, Grenoble |

| 7. Februar 1968 21:00 Uhr | Sowjetunion Jewgeni Mischakow (8.) Wjatscheslaw Starschinow (13.) Weniamin Alexandrow (16.) Anatoli Firsow (18.) Wladimir Wikulow (30.) Anatoli Firsow (38.) Oleg Saizew (41.) Wladimir Wikulow (44.) Anatoli Firsow (52.). | 9:0 (4:0, 2:0, 3:0) Spielbericht | DDR | Stade du glace, Grenoble Zuschauer: 3.500 |

| 8. Februar 1968 17:00 Uhr | Tschechoslowakei Jan Hrbatý (14.) Jozef Golonka (37.) Jan Havel (38.) Petr Hejma (43.) František Ševčík (60.) | 5:1 (1:0, 2:0, 2:1) Spielbericht | BR Deutschland Peter Lax (54.) | Stade du glace, Grenoble Zuschauer: 4.000 |

| 8. Februar 1968 21:00 Uhr | Kanada Danny O’Shea (15.) Bill MacMillan (52.) | 2:5 (1:2, 0:1, 1:2) Spielbericht | Finnland Matti Keinonen (8.) Lasse Oksanen (13.) Jorma Peltonen (34.) Ilpo Koskela (49.) Juhani Wahlsten (60.) | Stade du glace, Grenoble Zuschauer: 4.000 |

| 9. Februar 1968 13:00 Uhr | Schweden Lennart Svedberg (6.) Tord Lundström (8.) Bert-Ola Nordlander (9.) Roger Olsson (16.) Carl-Göran Öberg (59.). | 5:4 (4:3, 0:0, 1:1) Spielbericht | BR Deutschland Bernd Kuhn (7.) Ernst Köpf (13.) Sepp Reif (15.) Ernst Köpf (46.) | Stade du glace, Grenoble Zuschauer: 3.000 |

| 9. Februar 1968 13:00 Uhr | Kanada Ted Hargreaves (4.) Danny O’Shea (7.) Morris Mott (10.) Fran Huck (19.) Roger Bourbonnais (22.) Steve Monteith (22.) Morris Mott (36., 47.) Herb Pinder (54.) Fran Huck (59.) | 11:0 (4:0, 4:0, 3:0) Spielbericht | DDR | Stade du glace, Grenoble |

| 9. Februar 1968 16:30 Uhr | Sowjetunion Wiktor Kuskin (3.) Wiktor Blinow (4.) Anatoli Firsow (4.) Wjatscheslaw Starschinow (7.) Wiktor Polupanow (20.) Wiktor Blinow (20.) Wiktor Polupanow (21.) Juri Moissejew (30.) Anatoli Firsow (33., 40.) | 10:2 (6:0, 4:2, 0:0) Spielbericht | Vereinigte Staaten Donald Ross (26.) John Morrison (29.) | Stade du glace, Grenoble |

| 10. Februar 1968 12:00 Uhr | Tschechoslowakei Jozef Golonka (21.) Jan Havel (25.) Václav Nedomanský (35., 44.) | 4:3 (0:1,3:0,1:2) Spielbericht | Finnland Matti Keinonen (5.) Ilpo Koskela (47.) Lasse Oksanen (59.) | Stade du glace, Grenoble Zuschauer: 3.000 |

| 10. Februar 1968 15:30 Uhr | Schweden Håkan Wickberg (26.) Henric Hedlund (23.) Tord Lundström (30.) Henric Hedlund (43.) Leif Henriksson (53.) | 5:2 (1:0, 2:1, 2:1) Spielbericht | DDR Wolfgang Plotka (35.) Lothar Fuchs (46.) | Stade du glace, Grenoble Zuschauer: 1.500 |

| 11. Februar 1968 16:30 Uhr | Kanada Ray Cadieux (13.) Marshall Johnston (43., 47.) | 3:2 (1:2, 0:0, 2:0) Spielbericht | Vereinigte Staaten Larry Pleau (13.) Bruce Riutta (19.) | Stade du glace, Grenoble Zuschauer: 4.000 |

| 11. Februar 1968 21:00 Uhr | Sowjetunion Anatoli Ionow (4.) Wjatscheslaw Starschinow (6.) Wiktor Polupanow (8.) Boris Majorow (10.) Juri Moissejew (22.) Weniamin Alexandrow (28., 32.) Wiktor Polupanow (40., 45.) | 9:1 (4:1, 4:0, 1:0) Spielbericht | BR Deutschland Lorenz Funk (11.) | Stade du glace, Grenoble |

| 12. Februar 1968 13:00 Uhr | Tschechoslowakei Václav Nedomanský (3.) Josef Horešovský (5., 11.) Jaroslav Jiřík (15.) Václav Nedomanský (17., 32.) Jan Suchý (54.) Jiří Kochta (55.) František Ševčík (59.) Josef Horešovský (59:58) | 10:3 (5:2, 1:0, 4:1) Spielbericht | DDR Bernd Karrenbauer (6.) Helmut Novy (19.) Dietmar Peters (46.) | Stade du glace, Grenoble Zuschauer: 3.000 |

| 12. Februar 1968 16:30 Uhr | Schweden Håkan Wickberg (17.) Svante Granholm (23.) Lars-Göran Nilsson Folke Bengtsson (45.) Håkan Wickberg (50.) | 5:1 (1:0, 2:1, 2:0) Spielbericht | Finnland Lasse Oksanen (34.) | Stade du glace, Grenoble |

| 12. Februar 1968 21:00 Uhr | Vereinigte Staaten Doug Volmar (2) Don Ross John Morrison Lou Nanne Larry Pleau John Cunniff Paul Hurley | 8:1 (2:1, 4:0, 2:0) | BR Deutschland Lorenz Funk | Stade du glace, Grenoble |

| 13. Februar 1968 17:00 Uhr | Sowjetunion Anatoli Firsow (8., 48.) Wiktor Blinow (50.) | 3:2 (1:1, 0:0, 2:1) Spielbericht | Schweden Carl-Göran Öberg (14.) Lennart Svedberg (58.) | Stade du glace, Grenoble Zuschauer: 9.000 |

| 13. Februar 1968 21:00 Uhr | Tschechoslowakei Jan Havel (41.) Václav Nedomanský (42.) | 2:3 (0:0, 0:3, 2:0) Spielbericht | Kanada Fran Huck (22.) Roger Bourbonnais (28.) Ray Cadieux (33.) | Stade du glace, Grenoble Zuschauer: 12.000 |

| 14. Februar 1968 16:00 Uhr | Finnland Matti Harju (3.) Esa Peltonen (17.) Matti Keinonen (26.) | 3:2 (2:1, 1:0, 0:1) Spielbericht | DDR Rüdiger Noack (19.) Dietmar Peters (42.) | Stade du glace, Grenoble |

| 15. Februar 1968 13:00 Uhr | Vereinigte Staaten Doug Volmar (6.) Paul Hurley (15.) Larry Stordahl (19.) Leonard Lilyholm (36.) Larry Stordahl (59.) John Morrison (59.) | 6:4 (3:1, 1:1, 2:2) Spielbericht | DDR Bernd Karrenbauer (20.) Lothar Fuchs (29., 42.) Bernd Karrenbauer (44.) | Stade du glace, Grenoble Zuschauer: 1.500 |

| 15. Februar 1968 16:30 Uhr | Kanada Marshall Johnston (10.) Gerry Pinder (13.) Danny O’Shea (55.) | 3:0 (2:0, 0:0, 1:0) Spielbericht | Schweden | Stade du glace, Grenoble |

| 15. Februar 1968 21:00 Uhr | Sowjetunion Boris Majorow (1.) Wiktor Blinow (28.) Wiktor Polupanow (57.) Boris Majorow (58.) | 4:5 (1:3, 1:1, 2:1) Spielbericht | Tschechoslowakei František Ševčík (15.) Petr Hejma (18.) Jan Havel (19.) Jozef Golonka (39.) Jaroslav Jiřík (57.) | Stade du glace, Grenoble |

| 16. Februar 1968 15:30 Uhr | Finnland Pekka Leimu (5.) Veli-Pekka Ketola (11.) Pekka Leimu (34.) Jorma Peltonen (43.) | 4:1 (2:1, 1:0, 1:0) Spielbericht | BR Deutschland Alois Schloder (13.) | Stade du glace, Grenoble Zuschauer: 2.000 |

| 17. Februar 1968 10:30 Uhr | DDR Bernd Hiller (38.) Lothar Fuchs (45.) | 2:4 (0:1, 1:2, 1:1) Spielbericht | BR Deutschland Lorenz Funk (11.) Leonhard Waitl (26.) Gustav Hanig (37.) Peter Lax | Stade du glace, Grenoble |

| 17. Februar 1968 14:00 Uhr | Finnland Juhani Wahlsten (11.) | 1:1 (1:1, 0:0, 0:0) Spielbericht | Vereinigte Staaten Doug Volmar (10.) | Stade du glace, Grenoble |

| 17. Februar 1968 17:30 Uhr | Schweden Folke Bengtsson (5.) Leif Henriksson (36.) | 2:2 (1:1, 0:1, 1:0) Spielbericht | Tschechoslowakei Jozef Golonka (16.) Jan Hrbatý (47.) | Stade du glace, Grenoble |

| 17. Februar 1968 21:00 Uhr | Sowjetunion Anatoli Firsow (15.) Jewgeni Mischakow (33.) Wjatscheslaw Starschinow (42.) Jewgeni Simin (49.) Anatoli Firsow (54.) | 5:0 (1:0, 1:0, 3:0) Spielbericht | Kanada | Stade du glace, Grenoble |

### Abschlusstabelle der Finalrunde
| Pl | Mannschaft         | Sp | S | U | N | Tore  | Diff | Pkt. |
| -- | ------------------ | -- | - | - | - | ----- | ---- | ---- |
| 1  | Sowjetunion        | 7  | 6 | 0 | 1 | 48:10 | +38  | 12:2 |
| 2  | Tschechoslowakei   | 7  | 5 | 1 | 1 | 33:17 | +16  | 11:3 |
| 3  | Kanada             | 7  | 5 | 0 | 2 | 28:15 | +13  | 10:4 |
| 4  | Schweden           | 7  | 4 | 1 | 2 | 23:18 | +5   | 9:5  |
| 5  | Finnland           | 7  | 3 | 1 | 3 | 17:23 | −6   | 7:7  |
| 6  | Vereinigte Staaten | 7  | 2 | 1 | 4 | 23:28 | −5   | 5:9  |
| 7  | BR Deutschland     | 7  | 1 | 0 | 6 | 13:39 | −26  | 2:12 |
| 8  | DDR                | 7  | 0 | 0 | 7 | 13:48 | −35  | 0:14 |

## Abschlussplatzierung und Kader der Mannschaften
Olympiasieger 1964 und Weltmeister 1967:  Sowjetunion.

| Platzierung    | Mannschaft       | Spieler |
| -------------- | ---------------- | --- |
| Goldmedaille   | UdSSR            | Weniamin Alexandrow, Wiktor Blinow, Witali Dawydow, Anatoli Firsow, Anatoli Jonow, Wiktor Konowalenko, Wiktor Kuskin, Boris Majorow, Jewgeni Mischakow, Juri Moissejew, Wiktor Polupanow, Alexander Ragulin, Igor Romischewski, Oleg Saizew, Jewgeni Simin, Wiktor Singer, Wjatscheslaw Starschinow, Wladimir Wikulow |
| Silbermedaille | Tschechoslowakei | Josef Černý, Vladimír Dzurilla, Jozef Golonka, Jan Havel, Petr Hejma, Jiří Holík, Josef Horešovský, Jan Hrbatý, Jaroslav Jiřík, Jan Klapáč, Jiří Kochta, Oldřich Macháč, Karel Masopust, Vladimír Nadrchal, Václav Nedomanský, František Pospíšil, František Ševčík, Jan Suchý; Trainer: Vladimír Kostka, Jaroslav Pitner |
| Bronzemedaille | Kanada           | Roger Bourbonnais, Kenneth Broderick, Ray Cadieux, Paul Conlin, Gary Dineen, Brian Glennie, Ted Hargreaves, Fran Huck, Marshall Johnston, Barry MacKenzie, Bill MacMillan, Steve Monteith, Morris Mott, Terry O’Malley, Danny O’Shea, Gerry Pinder, Herb Pinder, Wayne Stephenson |
| 4.             | Schweden         | Leif Holmqvist, Hans Dahllöf, Lars-Erik Sjöberg, Arne Carlsson, Lennart Svedberg, Roland Stoltz, Nils Johansson, Björn Palmqvist, Folke Bengtsson, Carl-Göran Öberg, Håkan Wickberg, Tord Lundström, Henric Hedlund, Svante Granholm, Roger Olsson, Leif Henriksson, Lars-Göran Nilsson, Bert-Ola Nordlander |
| 5.             | Finnland         | Urpo Ylönen, Paavo Tirkkonen, Juha Rantasila, Pekka Kuusisto, Lalli Partinen, Seppo Lindström, Matti Reunamäki, Juhani Wahlsten, Matti Keinonen, Lasse Oksanen, Jorma Peltonen, Esa Peltonen, Kari Johansson, Veli-Pekka Ketola, Matti Harju, Pekka Leimu, Ilpo Koskela |
| 6.             | USA              | Herb Brooks, John Cunniff, Jack Dale, Craig Falkman, Robert Gaudreau senior, Paul Hurley, Tom Hurley, Leonard Lilyholm, Jim Logue, John Morrison, Lou Nanne, Bob Paradise, Larry Pleau, Bruce Riutta, Donald Ross, Pat Rupp, Larry Stordahl, Doug Volmar |
| 7.             | BR Deutschland   | Günther Knauss1, Sepp Schramm3 – Leonhard Waitl6, Heinz Bader2, Otto Schneitberger4, Johannes Schichtl2, Rudolf Thanner1, Josef Völk1 – Ernst Köpf5, Gustav Hanig1, Manfred Gmeiner7, Peter Lax2, Sepp Reif4, Bernd Kuhn1, Lorenz Funk2, Horst Meindl1, Alois Schloder3, Heinz Weisenbach1 1 – EV Füssen, 2 – EC Bad Tölz, 3 – EV Landshut, 4 – Düsseldorfer EG, 5 – Augsburger EV, 6 – FC Bayern München, 7 – Mannheimer ERC |
| 8.             | DDR              | Dieter Pürschel2, Klaus Hirche1 – Manfred Buder1, Ulrich Noack1, Helmut Novy1, Wolfgang Plotka2, Wilfried Sock1, Dieter Voigt2 – Lothar Fuchs3, Bernd Hiller2, Bernd Karrenbauer2, Dieter Kratzsch3, Hartmut Nickel2, Dietmar Peters 4, Peter Prusa2, Bernd Poindl1, Joachim Ziesche2, Rüdiger Noack1 1 – SG Dynamo Weißwasser, 2 – SC Dynamo Berlin, 3 – Vorwärts Crimmitschau, 4 – SC Empor Rostock                         |
| 9.             | Jugoslawien      | Anton Jože Gale, Rudi Knez, Franc Razinger, Ivo Jan, Vlado Jug, Ivo Ratej, Viktor Ravnik, Janez Mlakar, Viktor Tišler, Bogo Jan, Boris Renaud, Ciril Klinar, Albin Felc, Roman Smolej, Franc Smolej, Miroslav Gojanović, Rudi Hiti, Slavko Beravs |
| 10.            | Japan            | Toshimitsu Otsubo, Katsuji Morishima, Isao Asai, Michihiro Sato, Takaaki Kaneiri, Hisashi Kasai, Toru Itabashi, Kenji Toriyabe, Minoru Itō, Takeshi Akiba, Kimihisa Kudo, Mamoru Takashima, Koji Iwamoto, Yutaka Ebina, Takao Hikigi, Toru Okajima, Kazuo Matsuda, Nobuhiro Araki |
| 11.            | Norwegen         | Kåre Østensen, Thor Martinsen, Terje Steen, Svein Norman Hansen, Tor Gundersen, Odd Syversen, Arne Mikkelsen, Christian Petersen, Rodney Riise, Per Skjerwen Olsen, Steinar Bjølbakk, Svein Haagensen, Georg Smefjell, Trygve Bergeid, Terje Thoen, Olav Dalsøren, Bjørn Johansen |
| 12.            | Rumänien         | Constantin Dumitraș, Ștefan Ionescu, Mihai Stoiculescu, Dezideriu Varga, Zoltan Czaka, Zoltan Fagarasi, Răzvan Schiau, Ștefan Texe, Vasile Boldescu, Eduard Pană, Geza Szabo, Ion Bașa, Iulian Florescu, Aurel Moiș, Alexandru Calamar, Valentin Ștefan, Ioan Gheorghiu, Iuliu Szabo |
| 13.            | Österreich       | Karl Pregl, Gerd Schager, Josef Mössmer, Gerhard Felfernig, Hermann Erhart, Gerhard Hausner, Franz Schilcher, Heinz Schupp, Walter König, Josef Schwitzer, Heinz Knoflach, Sepp Puschnig, Klaus Weingärtner, Klaus Kirchbaumer, Dieter Kalt senior, Günter Burghard, Paul Samonig, Adelbert St. John |
| 14.            | Frankreich       | Jean-Claude Sozzi, Bernard Deschamps, Joël Godeau, Claude Blanchard, Philippe Lacarrière, René Blanchard, Bernard Cabanis, Joël Gauvin, Gérard Faucomprez, Alain Mazza, Olivier Prechac, Gilbert Lèpre, Patrick Pourtanel, Michel Caux, Gilbert Itzicsohn, Daniel Grando, Patrick Francheterre, Charles Liberman |

## Auszeichnungen
Spielertrophäen
- Bester Torhüter:  Ken Broderick
- Bester Verteidiger:  Josef Horešovský
- Bester Stürmer:  Anatoli Firsow

All-Star-Team
| Torhüter            | Ken Broderick    |
| Linker Verteidiger  | Lennart Svedberg |
| Rechter Verteidiger | Jan Suchý        |
| Linker Flügel       | Anatoli Firsow   |
| Center              | Fran Huck        |
| Rechter Flügel      | František Ševčík |

### Beste Scorer
| Spieler                  | Land                                    | Spiele | Tore | Assists | Punkte | Strafmin. |
| ------------------------ | --------------------------------------- | ------ | ---- | ------- | ------ | --------- |
| Anatoli Firsow           | Sowjetunion 1955                        | 7      | 12   | 4       | 16     | 4         |
| Wiktor Polupanow         | Sowjetunion 1955                        | 7      | 6    | 6       | 12     | 10        |
| Wjatscheslaw Starschinow | Sowjetunion 1955                        | 7      | 6    | 6       | 12     | 2         |
| Wladimir Wikulow         | Sowjetunion 1955                        | 7      | 2    | 10      | 12     | 2         |
| Jozef Golonka            | Tschechoslowakei                        | 7      | 4    | 6       | 10     | 8         |
| Fran Huck                | Kanada                                  | 7      | 4    | 5       | 9      | 10        |
| Jan Hrbatý               | Tschechoslowakei                        | 7      | 2    | 7       | 9      | 2         |
| John Morrison            | Vereinigte Staaten                      | 7      | 2    | 6       | 8      | 10        |
| Václav Nedomanský        | Tschechoslowakei                        | 7      | 5    | 2       | 7      | 4         |
| Marshall Johnston        | Kanada                                  | 7      | 2    | 5       | 7      | 2         |
| Dietmar Peters           | Deutschland Demokratische Republik 1968 | 7      | 2    | 5       | 7      | 6         |
| Morris Mott              | Kanada                                  | 7      | 5    | 1       | 6      | 2         |
| Jan Havel                | Tschechoslowakei                        | 7      | 5    | 1       | 6      | 2         |
| Wiktor Blinow            | Sowjetunion 1955                        | 7      | 4    | 2       | 6      | 10        |
| Roger Bourbonnais        | Kanada                                  | 7      | 4    | 2       | 6      | 0         |

## Abschlussplatzierung der EM
Eishockey-Europameister 1968

 UdSSR
Im Gegensatz zu der offiziellen Version wird in einigen neueren Statistiken die Tschechoslowakei als Europameister geführt. Diese Angaben stützen sich auf das ursprünglich erst 1969 eingeführte Reglement, wonach anhand der Vergleiche der europäischen Mannschaften untereinander eine eigene EM-Tabelle erstellt wurde. Seit 1999 werden diese Kriterien auch rückwirkend für die seit 1961 ausgetragenen „reinen“ Weltmeisterschaften herangezogen. Eine nachträgliche Anwendung auf die olympischen Eishockeyturniere ist jedoch nur begrenzt möglich, was dem speziellen Austragungsmodus geschuldet ist – durch ihre Nichtteilnahme an der Finalrunde ist eine Einbeziehung der in der Platzierungsrunde spielenden Teams nicht möglich. In den meisten der anerkannten Statistiken, in den nach herkömmlicher Methode die Platzierung beim Olympiaturnier für die EM-Platzierung ausschlaggebend ist, gilt daher die UdSSR als Europameister. Der Vollständigkeit halber wird hier jedoch auch eine EM-Punktetabelle aufgeführt.
| Pl             | Mannschaft       |
| -------------- | ---------------- |
| Goldmedaille   | Sowjetunion      |
| Silbermedaille | Tschechoslowakei |
| Bronzemedaille | Schweden         |
| 4              | Finnland         |
| 5              | BR Deutschland   |
| 6              | DDR              |
| 7              | Jugoslawien      |
| 8              | Norwegen         |
| 9              | Rumänien         |
| 10             | Österreich       |
| 11             | Frankreich       |

| Pl             | Mannschaft       | Sp | S | U | N | Tore  | Diff | Pkt. |
| -------------- | ---------------- | -- | - | - | - | ----- | ---- | ---- |
| Goldmedaille   | Tschechoslowakei | 5  | 4 | 1 | 0 | 26:13 | +13  | 9:1  |
| Silbermedaille | Sowjetunion      | 5  | 4 | 0 | 1 | 33:8  | +25  | 8:2  |
| Bronzemedaille | Schweden         | 5  | 3 | 1 | 1 | 19:12 | +7   | 7:3  |
| 4              | Finnland         | 5  | 2 | 0 | 3 | 21:20 | +1   | 4:6  |
| 5              | BR Deutschland   | 5  | 1 | 0 | 4 | 11:25 | −14  | 2:8  |
| 6              | DDR              | 5  | 0 | 0 | 5 | 9:31  | −22  | 0:10 |

Mit der Etablierung einer Meister- und einer Abstiegsrunde wurde ab 1976 auch bei den Weltmeisterschaften zur „Platzierungswertung“ für die Ermittlung des Europameisters zurückgekehrt.